# Pedilus flabellata
Pedilus flabellata is een keversoort uit de familie vuurkevers (Pyrochroidae). De wetenschappelijke naam van de soort is voor het eerst geldig gepubliceerd in 1883 door Horn.